# ライビーナ
ライビーナ (英語: Ribena) は、イギリスのカーターズ社が開発し、現在はルコゼード・ライビーナ・サントリー社が製造販売する清涼飲料水。もともとはクロスグリ(黒酸塊、カシス)の果汁を使った濃縮タイプのものだが、国・地域により、直接飲用にするものや別の果汁を使ったものなども販売されている。

## 歴史

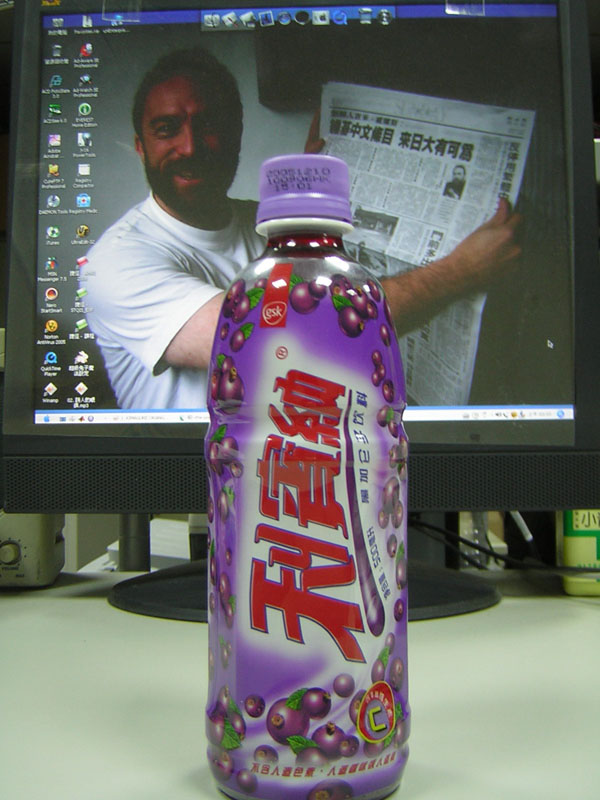
香港のライビーナ（利賓納）

1938年、イギリス西南部のブリストルに本社を置くカーターズ (H. W. Carters) 社がクロスグリのコーディアル（濃縮果汁飲料）を製造し、クロスグリ（別名：クロフサスグリ、英語：ブラックカラント Blackcurrant、フランス語：カシス Cassis）の学名 Ribes nigrum にちなんで Ribena と名付けて売り出したのが始まりである。ブリストル大学のヴァーノン・チャーリー（Vernon Charley）博士が1933年に開発した果実をペクチナーゼで処理する製法が用いられた。
翌1939年に第二次世界大戦が勃発すると、物資が乏しくなり、特にドイツの潜水艦Uボートの脅威で、かんきつ類が手に入りにくくなったイギリスでは、ビタミンCに富むクロスグリの果実は、貴重な代替ビタミン源としてイギリス政府が栽培を奨励した。1942年からは国内の児童に無償配給できるように、ほとんどすべてのクロスグリがHWカーターズ社を中心とする企業によって濃縮果汁飲料に加工された。戦後も、クロスグリの濃縮果汁飲料が根付いたことから、1947年にはグロスタシャーディーンの森に新工場が作られた。
1955年にカーターズ社はビーチャム (Beecham) 社に買収され、後の合併によってグラクソ・スミスクライン社の一部となり、イギリスと関係の深い外国でも販売されるようになった。
1990年代にイギリスでは缶入り炭酸飲料も発売されたが、売れ行きは芳しくなく、すぐに市場から消えた。
2004年、ニュージーランドで販売されている製品と他社のオレンジ果汁製品に含まれるビタミンCの量を調べていた高校生が、ライビーナにはほとんどビタミンCが含まれていないことに気づいた。ニュージーランドの公正取引委員会コマース・コミッションによる調査でも同様の結果となり、虚偽広告で提訴され、2007年3月にはグラクソ・スミスクライン社がこれを認めた結果、NZ$217,500の罰金が課せられた。この事件を受けて、製品の成分表示が適正化させられた。
健康イメージの低下した上に、グラクソ・スミスクラインの経営環境の変化に伴い、多角化した事業が見直され、非コアの食品事業も撤退対象とされた。その結果、2013年にはルコゼードブランドの飲料事業とともに日本のサントリー食品インターナショナルに約2000億円で売却された。
2014年からは、ロンドン郊外のアクスブリッジに本社を置くルコゼード・ライビーナ・サントリー社（Lucozade Ribena Suntory Ltd.）が製造販売している。
資本的に日本のサントリーの連結会社による製造となったが、日本市場では2006年からDHCがクロスグリの濃縮果汁飲料タイプを輸入販売しているのみで、サントリー系列での販売はない。

## 成分
イギリスで販売されている直接飲用の清涼飲料水の表示は下記。

### 原料
水、砂糖、濃縮還元クロスグリ果汁(6%)、ビタミンC、酸味料（クエン酸）

### 栄養分
製品100g当たり
- カロリー - 41 kcal (173 kJ)
- 飽和脂肪酸 - 0g
- 炭水化物 - 10g
  - うち糖質 - 9.9g
- 食物繊維 - 0g
- タンパク質 - ＜ 0.1g
- 塩分 - ＜ 0.01g
- ビタミンC - 32 mg (1日の必要量40mg)

## 種類
現在、ライビーナは旧イギリス植民地を中心に世界20数ヶ国で販売されており、各地で商品構成は異なるが、販売されているものには、次のようなものがある。多くは砂糖などの甘味料で味を調節し、酸味料のクエン酸や保存料のソルビン酸カリウムが添加されている製品もある。

### 形態
- 濃縮果汁飲料 - 5倍に希釈して飲む、あるいは食品の風味付けに用いるもの
- 清涼飲料水 - そのまま飲むもの
- 低カロリー清涼飲料水 - 人工甘味料でカロリーを押さえたもの
- 炭酸飲料 - 二酸化炭素を溶かし込んだもの

### 風味
- クロスグリ
  - 無糖クロスグリ
  - ウインター・スパイス
- 無糖サマーフルーツ （リンゴ・オレンジ・クロスグリ・ラズベリー・イチゴ）
- マンゴー・ライム
- イチゴ
- パイナップル・パッションフルーツ
- オレンジ・グァバ
- リンゴ
- オレンジ
  - 無糖オレンジ

#### 過去の製品
- モモ
- セイヨウナシ
- ブルーベリー

### 関連商品
- グミ

## 応用
濃縮果汁飲料のものは、水で希釈して飲むほか、牛乳、炭酸水、ウォッカ、焼酎などで割って飲んだり、かき氷、ヨーグルト、ミルクセーキなどのシロップとしたり、ケーキ、アイスクリーム、ゼリーなどの菓子の風味付け、色付けに使用することもできる。
また、やや希釈してから製氷器に入れて凍らせ、アイスキャンディーを作ることもできる。
香港では「茶餐廳（チャーチャーンテーン）」と呼ばれる喫茶・食堂のメニューに挙げられていることも多く、中国語では「利賓納」（リービンナー、広東語読み：レイバンナーッ）と表記されている。グラクソ・スミスクライン社が応用を示した2007年以降はレモンスライスを添えたレモン・ライビーナ（檸檬利賓納、檸賓）、ホット・レモン・ライビーナ（熱檸賓）なども広く提供されている。

## 主な販売地域
イギリス及びイギリスの植民地であった国、地域での販売が主。ヨーロッパ、アフリカ、オセアニアの一部の他、アジアでは香港およびその周辺地域、マレーシア、シンガポールなどで販売が行われている。
- イギリス
- アイルランド
- デンマーク
- ギリシャ
- ナイジェリア
- ケニア
- 香港
- マレーシア
- シンガポール
- オーストラリア
- ニュージーランド
- 日本